# Last Night in Soho
Last Night in Soho (Última noche en el Soho en España y El misterio de Soho en Hispanoamérica) es una película británica de 2021 de terror psicológico dirigida por Edgar Wright, escrita por Wright y Krysty Wilson-Cairns. Es protagonizada por Thomasin McKenzie, Anya Taylor-Joy, Matt Smith, Terence Stamp y Diana Rigg. La película marca las apariciones finales de Diana Rigg y Margaret Nolan, quienes murieron en septiembre y octubre de 2020, respectivamente. La película está dedicada a la memoria de Rigg.
Se estrenó el 29 de octubre de 2021 en Estados Unidos a través de Focus Features e internacionalmente por Universal Pictures.

## Argumento
Eloise «Ellie» Turner es una joven de la zona rural de Inglaterra que vive con su abuela, ama la música y la moda de los años 60 en Londres y sueña con convertirse en diseñadora de moda. Su madre, también diseñadora, se suicidó durante la infancia de Ellie. Ellie ocasionalmente ve el fantasma de su madre en los espejos.
Ellie se muda de su casa rural cerca de Redruth, Cornwall, a Londres, para estudiar en el London College of Fashion, donde tiene problemas para encajar con sus compañeros, especialmente con Jocasta, su esnob compañera de habitación. Sólo John, otro estudiante, se compadece de ella. Infeliz en la residencia, Ellie se muda a una habitación propiedad de la anciana Alexandra Collins.
Esa noche, Ellie tiene un sueño vívido en el que se transporta en el tiempo a la década de 1960, donde observa un cartel de la película Thunderball. En el Café de Paris observa a una joven rubia segura de sí misma, Sandie, preguntar sobre convertirse en cantante en el club. Sandie comienza una relación con el encantador gerente de estilo teddy boy, Jack. A la mañana siguiente, Ellie diseña un vestido inspirado en Sandie y descubre un chupetón en su cuello.
Ellie tiene otro sueño en el que Sandie audiciona con éxito en un club nocturno llamado Soho, regenteado por Jack, antes de regresar al mismo dormitorio que Ellie había alquilado. Inspirada por estas visiones, Ellie se tiñe el cabello de rubio, cambia su estilo de moda para que coincida con el de Sandie, la usa como inspiración para los diseños de sus vestidos y consigue un trabajo en un pub. Ella es observada por un hombre de cabello plateado, quien reconoce sus similitudes con Sandie. En otros sueños, Ellie descubre que Sandie no está viviendo la vida que esperaba, y que Jack comienza a prostituir a Sandie con sus socios comerciales masculinos.
En su vida de vigilia, Ellie se ve perturbada por apariciones cada vez más amenazadoras que se asemejan a Jack y los hombres que abusaron de Sandie. Ella huye de una fiesta de Halloween a la que asiste con John después de que los espíritus la abordan allí. John regresa con ella a su habitación, donde tiene una visión de Jack asesinando a Sandie. Ellie decide localizar al hombre de cabello plateado, que cree que es Jack. Acude a la policía, pero no la toman en serio.
Ellie intenta encontrar informes de periódicos sobre el asesinato de Sandie en la biblioteca de la universidad, pero no tiene éxito. En su lugar, encuentra historias de hombres locales que desaparecieron sin dejar rastro. Los espíritus vuelven a manifestarse, y casi apuñala a Jocasta en pánico. Creyendo que debe vengar a Sandie, Ellie se enfrenta al hombre de cabello plateado, que frecuenta el pub donde trabaja. Enfadado, niega haber matado a Sandie, pero es atropellado por un taxi que lo mata mientras sale del pub. La dueña del pub revela que el nombre del hombre es Lindsay, y Ellie recuerda haberlo encontrado en sus sueños; él era un oficial de policía de encubierto que trató de ayudar a Sandie a escapar de su vida de prostitución.
Devastada, Ellie decide irse de Londres y John la lleva de regreso a la casa de la Sra. Collins. Ella le informa a la Sra. Collins que se va. La Sra. Collins le dice que un detective vino a preguntar sobre el asesinato de Sandie, antes de revelar que, en realidad, ella es Sandie. Ella explica que la visión previa de Ellie de la muerte de Sandie fue de hecho una visión de Sandie matando a Jack cuando él la amenazó con un cuchillo. Luego atrajo a los hombres para que volvieran a su habitación y los mató, escondiendo sus cuerpos en las tablas del piso y las paredes de la casa. La Sra. Collins también revela que drogó el té de Ellie y tiene la intención de matarla para asegurar su silencio.
En la refriega, un cigarrillo del cenicero de la Sra. Collins enciende una caja de discos. John acude en ayuda de Ellie, pero la Sra. Collins lo apuñala. Ellie huye a su habitación, donde los espíritus de las víctimas de Sandie le ruegan a Ellie que mate a la Sra. Collins, pero ella se niega. La Sra. Collins entra en la habitación de Ellie, donde ella también ve los espíritus y es abofeteada por el fantasma de Jack. Con la policía afuera, intenta cortarse la garganta, pero Ellie la detiene y le dice que entiende por qué mató a los hombres. La Sra. Collins, como Sandie, le dice a Ellie que se salve a sí misma y a John del creciente fuego. Sandie permanece en el edificio mientras se quema.
Algún tiempo después, Ellie disfruta del éxito cuando sus vestidos se exhiben en un desfile de moda. Su abuela y John, ahora su novio, la felicitan entre bastidores. Ellie ve el espíritu de su madre en un espejo y luego una visión de Sandie, quien la saluda con la mano y le lanza un beso.

## Reparto
- Thomasin McKenzie como Eloise Ellie Turner, una aspirante a diseñadora de moda que tiene visiones de la ciudad de Londres de los años 60
- Anya Taylor-Joy como Alexandra Sandie Collins, una aspirante a cantante en el Londres de los años 60.
- Diana Rigg como la señora Collins, la casera de Ellie.
- Matt Smith como Jack, el manager, novio y proxeneta de Sandie.
- Michael Ajao como John, estudiante de moda y el interés amoroso de Ellie.
- Terence Stamp como Lindsay, el caballero de cabellos plateados, un hombre grande que se interesa por Ellie.
- Sam Claflin como Lindsay de joven.
- Rita Tushingham como Margaret «Peggy» Turner, la abuela de Ellie.
- Synnøviene Karlsen como Jocasta, la compañera de clase y de piso de Ellie.
- Jessie Mei Li como Lara Chung, la compañera de clase de Ellie.
- Pauline McLynn como Carol, la jefa de Ellie.
- Michael Jibson como detective.
- Lisa McGrillis como detective.
- Margaret Nolan como bartender experimentada.
- James y Oliver Phelps como guardarropas.

## Producción
En enero de 2019 Edgar Wright anunció que estaba trabajando en una película de terror psicológico coescrita por Krysty Wilson-Cairns. Anya Taylor-Joy, Matt Smith y Thomasin McKenzie se unieron al elenco el mes siguiente, mientras que Diana Rigg, Terence Stamp, Rita Tushingham, Michael Ajao y Synnøve Karlsen se sumaron en junio. Se dice que la película está inspirada en las películas de terror británicas Don't Look Now, de Nicolas Roeg, y Repulsión, de Roman Polanski. 

### Filmación
La filmación comenzó el 23 de mayo de 2019 y terminó el 30 de agosto del mismo año. Wright publicó varias fotografías en su cuenta de Instagram que mostraban que la filmación adicional había comenzado el 24 de junio de 2020, concluyendo el siguiente 5 de agosto.

## Banda sonora
Algunas de las canciones inspiraron secuencias de la película. Cuando Wright escuchó una versión de cover de «Wade In The Water» por The Graham Bond Organisation, «simplemente comenzaría a imaginar ese primer sueño». «You're My World», de Cilla Black, con sus cuerdas dramáticas, evocaba «el tipo de tono y estado de ánimo». La mayoría de las canciones seleccionadas eran de la década de 1960. Wright también eligió «Happy House», de Siouxsie And The Banshees, de la década de 1980, porque «la producción de esa canción es increíble» y encaja en una «escena de la película en la que están en un baile de la unión de estudiantes en Halloween». Wright también dijo: «Me gustan las canciones que se vuelven famosas en un ámbito diferente. Así usamos «Got My Mind Set on You», la original de James Ray, que la mayoría de la gente conoce por el cover hecho por George Harrison. Y mucha gente conoce «Happy House» porque The Weeknd lo versionó». Taylor-Joy interpretó «Downtown», de Petula Clark, en la película y dijo: «No todos los días te piden que grabes varias versiones de una canción icónica. Los sonidos de los 60 fue lo que me enamoró de la música por primera vez. Me llenó de alegría cuando Edgar me pidió que lo intentara». La banda sonora fue lanzada en vinilo doble.
| N.º | Título                                          | Artista                            | Duración |  |
| 1.  | «A World Without Love»                          | Peter & Gordon                     | 2:41     |  |
| 2.  | «Wishin' and Hopin'»                            | Dusty Springfield                  | 2:54     |  |
| 3.  | «Don't Throw Your Love Away»                    | The Searchers                      | 2:16     |  |
| 4.  | «Beat Girl»                                     | The John Barry Orchestra           | 1:47     |  |
| 5.  | «Starstruck»                                    | The Kinks                          | 2:21     |  |
| 6.  | «You're My World»                               | Cilla Black                        | 2:59     |  |
| 7.  | «Wade in the Water (Live at Klooks Kleek)»      | The Graham Bond Organisation       | 2:47     |  |
| 8.  | «Got My Mind Set on You»                        | James Ray                          | 3:27     |  |
| 9.  | «(Love Is Like a) Heat Wave»                    | The Who                            | 1:58     |  |
| 10. | «Puppet on a String»                            | Sandie Shaw                        | 2:22     |  |
| 11. | «Land of 1000 Dances»                           | The Walker Brothers                | 2:35     |  |
| 12. | «There's a Ghost in My House»                   | R. Dean Taylor                     | 2:23     |  |
| 13. | «Happy House»                                   | Siouxsie And The Banshees          | 3:50     |  |
| 14. | «(There's) Always Something There to Remind Me» | Sandie Shaw                        | 2:44     |  |
| 15. | «Eloise»                                        | Barry Ryan                         | 5:45     |  |
| 16. | «Anyone Who Had a Heart»                        | Cilla Black                        | 2:50     |  |
| 17. | «Last Night in Soho»                            | Dave Dee, Dozy, Beaky, Mick & Tich | 3:17     |  |
| 18. | «Neon»                                          | Steven Price                       | 3:07     |  |
| 19. | «Downtown (a capela) »                          | Anya Taylor-Joy                    | 1:19     |  |
| 20. | «Downtown (Uptempo) »                           | Anya Taylor-Joy                    | 3:29     |  |
| 21. | «You’re My World »                              | Anya Taylor-Joy                    | 3:03     |  |

## Estreno
Inicialmente Last Night in Soho tenía previsto estrenarse el 25 de septiembre de 2020, pero debido a la pandemia de COVID-19 se postergó hasta el 23 de abril de 2021. La película terminaría recibiendo un segundo retraso, esta vez hasta el 29 de octubre de 2021.